# Гокінсон (Вашингтон)
Гокінсон (англ. Hockinson) — переписна місцевість (CDP) в США, в окрузі Кларк штату Вашингтон. Населення — 6105 осіб (2020).

## Географія
Гокінсон розташований за координатами 45°43′50″ пн. ш. 122°29′2″ зх. д. / 45.73056° пн. ш. 122.48389° зх. д. (45.730592, -122.483772).  За даними Бюро перепису населення США в 2010 році переписна місцевість мала площу 36,28 км², уся площа — суходіл.

## Демографія
Згідно з переписом 2010 року, у переписній місцевості мешкала 4771 особа в 1541 домогосподарстві у складі 1320 родин. Густота населення становила 131 особа/км².  Було 1618 помешкань (45/км²).
Расовий склад населення:
| - 94,7 % — білих - 1,2 % — азіатів - 0,7 % — корінних американців - 0,4 % — чорних або афроамериканців - 0,1 % — вихідців з тихоокеанських островів |

До двох чи більше рас належало 2,1 %. Частка іспаномовних становила 3,5 % від усіх жителів.
За віковим діапазоном населення розподілялося таким чином: 28,5 % — особи молодші 18 років, 60,3 % — особи у віці 18—64 років, 11,2 % — особи у віці 65 років та старші. Медіана віку мешканця становила 41,3 року. На 100 осіб жіночої статі у переписній місцевості припадало 100,5 чоловіків;  на 100 жінок у віці від 18 років та старших — 99,7 чоловіків також старших 18 років.
Середній дохід на одне домашнє господарство  становив 93 897 доларів США (медіана — 79 970), а середній дохід на одну сім'ю — 104 075 доларів (медіана — 91 190). Медіана доходів становила 73 306 доларів для чоловіків та 45 417 доларів для жінок. За межею бідності перебувало 3,5 % осіб, у тому числі 4,7 % дітей у віці до 18 років та 0,0 % осіб у віці 65 років та старших.
Цивільне працевлаштоване населення становило 2092 особи. Основні галузі зайнятості: освіта, охорона здоров'я та соціальна допомога — 19,2 %, науковці, спеціалісти, менеджери — 12,0 %, будівництво — 11,3 %, транспорт — 10,8 %.